# Вилючинский водопад
Вилючинский водопад — водопад в южной части полуострова Камчатка.
Находится к юго-западу от города Петропавловска-Камчатского до которого 39 км по прямой.
Расположен на северо-западном склоне вулкана Вилючинский. На склонах вулкана находятся ледники, из одного из них при таянии льда и фирны, в летнее время, берут своё начало воды, которые образуют небольшой ручей, и ниже по течению у подножия вулкана падают с высоты 40 метров, после чего скрываются в снежнике.

## Туризм
Популярный туристический объект. В январе 2021 года при обрушении ледяной глыбы погиб человек, ещё пятеро пострадали.